# Alypia sacramenti
Alypia sacramenti är en fjärilsart som beskrevs av Augustus Radcliffe Grote och Robinson 1868. Alypia sacramenti ingår i släktet Alypia och familjen nattflyn. Inga underarter finns listade i Catalogue of Life.